# Bryan Reyna
Bryan Roberto Reyna Casaverde, noto semplicemente come Bryan Reyna (Lima, 23 agosto 1998), è un calciatore peruviano, attaccante del Belgrano e della nazionale peruviana.

## Caratteristiche tecniche
È un esterno sinistro.

## Carriera

### Club
Ha esordito fra i professionisti il 20 agosto 2017 disputando con il Maiorca l'incontro di Segunda División B vinto 1-0 contro il Peralada.

### Nazionale
Ha giocato nella nazionale peruviana Under-17.
Con la nazionale Under-20 peruviana ha preso parte al Sudamericano Under-20 2017.
Nel 2022 ha esordito nella nazionale maggiore.

## Statistiche

### Cronologia presenze e reti in nazionale
| Cronologia completa delle presenze e delle reti in nazionale ― Perù | Cronologia completa delle presenze e delle reti in nazionale ― Perù | Cronologia completa delle presenze e delle reti in nazionale ― Perù | Cronologia completa delle presenze e delle reti in nazionale ― Perù | Cronologia completa delle presenze e delle reti in nazionale ― Perù | Cronologia completa delle presenze e delle reti in nazionale ― Perù | Cronologia completa delle presenze e delle reti in nazionale ― Perù | Cronologia completa delle presenze e delle reti in nazionale ― Perù |
| Data                                                                | Città                                                               | In casa                                                             | Risultato                                                           | Ospiti                                                              | Competizione                                                        | Reti                                                                | Note                                                                |
| ------------------------------------------------------------------- | ------------------------------------------------------------------- | ------------------------------------------------------------------- | ------------------------------------------------------------------- | ------------------------------------------------------------------- | ------------------------------------------------------------------- | ------------------------------------------------------------------- | ------------------------------------------------------------------- |
| 28-9-2022                                                           | Washington                                                          | El Salvador                                                         | 1 – 4                                                               | Perù                                                                | Amichevole                                                          | 1                                                                   |                                                                     |
| 16-11-2022                                                          | Lima                                                                | Perù                                                                | 1 – 0                                                               | Paraguay                                                            | Amichevole                                                          | -                                                                   | 33’ 62’                                                             |
| 20-11-2022                                                          | Arequipa                                                            | Perù                                                                | 1 – 0                                                               | Bolivia                                                             | Amichevole                                                          | -                                                                   | 60’                                                                 |
| 15-6-2023                                                           | Busan                                                               | Corea del Sud                                                       | 0 – 1                                                               | Perù                                                                | Amichevole                                                          | 1                                                                   | 80’                                                                 |
| 20-6-2023                                                           | Suita                                                               | Giappone                                                            | 4 – 1                                                               | Perù                                                                | Amichevole                                                          | -                                                                   | 46’                                                                 |
| 12-10-2023                                                          | Santiago del Cile                                                   | Cile                                                                | 2 – 0                                                               | Perù                                                                | Qual. Mondiali 2026                                                 | -                                                                   | 79’                                                                 |
| 17-10-2023                                                          | Lima                                                                | Perù                                                                | 0 – 2                                                               | Argentina                                                           | Qual. Mondiali 2026                                                 | -                                                                   | 46’                                                                 |
| 16-11-2023                                                          | La Paz                                                              | Bolivia                                                             | 2 – 0                                                               | Perù                                                                | Qual. Mondiali 2026                                                 | -                                                                   | 56’ 90+2’                                                           |
| 21-11-2023                                                          | Lima                                                                | Perù                                                                | 1 – 1                                                               | Venezuela                                                           | Qual. Mondiali 2026                                                 | -                                                                   | 55’                                                                 |
| 26-3-2024                                                           | Lima                                                                | Perù                                                                | 4 – 1                                                               | Rep. Dominicana                                                     | Amichevole                                                          | -                                                                   | 60’                                                                 |
| 25-6-2024                                                           | Kansas City                                                         | Perù                                                                | 0 – 1                                                               | Canada                                                              | Coppa America 2024 - 1º turno                                       | -                                                                   | 62’                                                                 |
| 29-6-2024                                                           | Miami Gardens                                                       | Argentina                                                           | 2 – 0                                                               | Perù                                                                | Coppa America 2024 - 1º turno                                       | -                                                                   | 63’                                                                 |
| 6-9-2024                                                            | Lima                                                                | Perù                                                                | 1 – 1                                                               | Colombia                                                            | Qual. Mondiali 2026                                                 | -                                                                   | 82’                                                                 |
| 11-10-2024                                                          | Lima                                                                | Perù                                                                | 1 – 0                                                               | Uruguay                                                             | Qual. Mondiali 2026                                                 | -                                                                   | 71’                                                                 |
| 15-10-2024                                                          | Brasília                                                            | Brasile                                                             | 4 – 0                                                               | Perù                                                                | Qual. Mondiali 2026                                                 | -                                                                   | 8’ 57’                                                              |
| 19-11-2024                                                          | Buenos Aires                                                        | Argentina                                                           | 1 – 0                                                               | Perù                                                                | Qual. Mondiali 2026                                                 | -                                                                   | 73’                                                                 |
| 20-3-2025                                                           | Lima                                                                | Perù                                                                | 3 – 1                                                               | Bolivia                                                             | Qual. Mondiali 2026                                                 | -                                                                   | 65’                                                                 |
| 25-3-2025                                                           | Maturín                                                             | Venezuela                                                           | 1 – 0                                                               | Perù                                                                | Qual. Mondiali 2026                                                 | -                                                                   | 62’                                                                 |
| 6-6-2025                                                            | Barranquilla                                                        | Colombia                                                            | 0 – 0                                                               | Perù                                                                | Qual. Mondiali 2026                                                 | -                                                                   | 46’                                                                 |
| Totale                                                              |                                                                     | Presenze                                                            | 19                                                                  |                                                                     | Reti                                                                | 2                                                                   |                                                                     |